# Bubba 'n' Stix
Bubba 'n' Stix är ett sidscrollande plattformsspel från 1994, utgivet till Mega Drive, Amiga och Amiga CD32, och utvecklat och utgivet av Core Design. Sega Mega Drive-versionen utgavs av Tengen i USA.

## Handling
Spelaren kontrollerar Bubba, som följeslås av Stix. Bubba blir bortförd av utomjordingar, som tänker skicka honom till sitt zoo. På vägen tillbaka till utomjordingarnas hemplanet kraschlandar rymdfarkosten, med Bubba Stix och utomjordingarna inuti, på en främmande planet. Bubba och Stix skall försöka ta sig tillbaka till Jorden.
Huvudfiguren var först tänkt att vara en utomjording med lång hals, innan man i stället kom överens om Bubba.

### Fotnoter
1. 1 2  ”Bubba 'n' Stix Videogame Design”. simonphipps.com. Arkiverad från originalet den januari 17, 2012. https://web.archive.org/web/20120117010559/http://www.simonphipps.com/design/bubbanstix.htm. Läst 7 januari 2012.
2. ↑  ”Bubba 'n' Stix” (på engelska). Mobygames. 11 mars 1994. http://www.mobygames.com/game/bubba-n-stix. Läst 7 juni 2014.